# El Toro (Venezuela)
Pour les articles homonymes, voir El Toro.
El Toro est une ville du Venezuela, chef-lieu de la municipalité d'Almirante Padilla dans l'État de Zulia. En 2016, la population s'élève à 14 256 habitants.[réf. souhaitée]

## Géographie
La ville est située sur l'île de Toas (es), entre le lac de Maracaibo et le golfe du Venezuela.

## Histoire
La ville est fondée en 1774 comme destination principale des pierres calcaires extraites des environs pour la construction des édifices militaires de cette période coloniale.

## Économie
L'économie est principalement centrée sur la pêche, les salines et le minerai, commerce du ciment et du calcaire.
Depuis les années 1990, le tourisme connaît un développement modéré.

## Sources
- (es) Cet article est partiellement ou en totalité issu de l’article de Wikipédia en espagnol intitulé « El Toro (Zulia) » (voir la liste des auteurs).